# Le Cauroy
Le Cauroy is een gehucht in de Franse gemeente Berlencourt-le-Cauroy in het departement Pas-de-Calais. Het ligt in het zuiden van de gemeente, zo'n anderhalve kilometer ten zuiden van het centrum van Berlencourt.

## Geschiedenis
Oude vermeldingen van de plaats zijn Colretum in de 11de eeuw en Caulrois in de 12de eeuw. De plaats was afhankelijk van Berlencourt. Op het eind van het ancien régime werd Le Cauroy ondergebracht in de gemeente Berlencourt.
In 1927 werd de gemeentenaam uitgebreid met de naam van het gehucht, en werd Berlencourt-le-Cauroy.

## Bezienswaardigheden
- De Église Saint-Pierre
- Het Château du Cauroy uit de tweede helft van de 18de eeuw. Het werd in 2007 ingeschreven als monument historique.
- Op de gemeentelijke begraafplaats van Le Cauroy bevinden zich vier Britse oorlogsgraven uit de Eerste Wereldoorlog.